# Mdewakanton

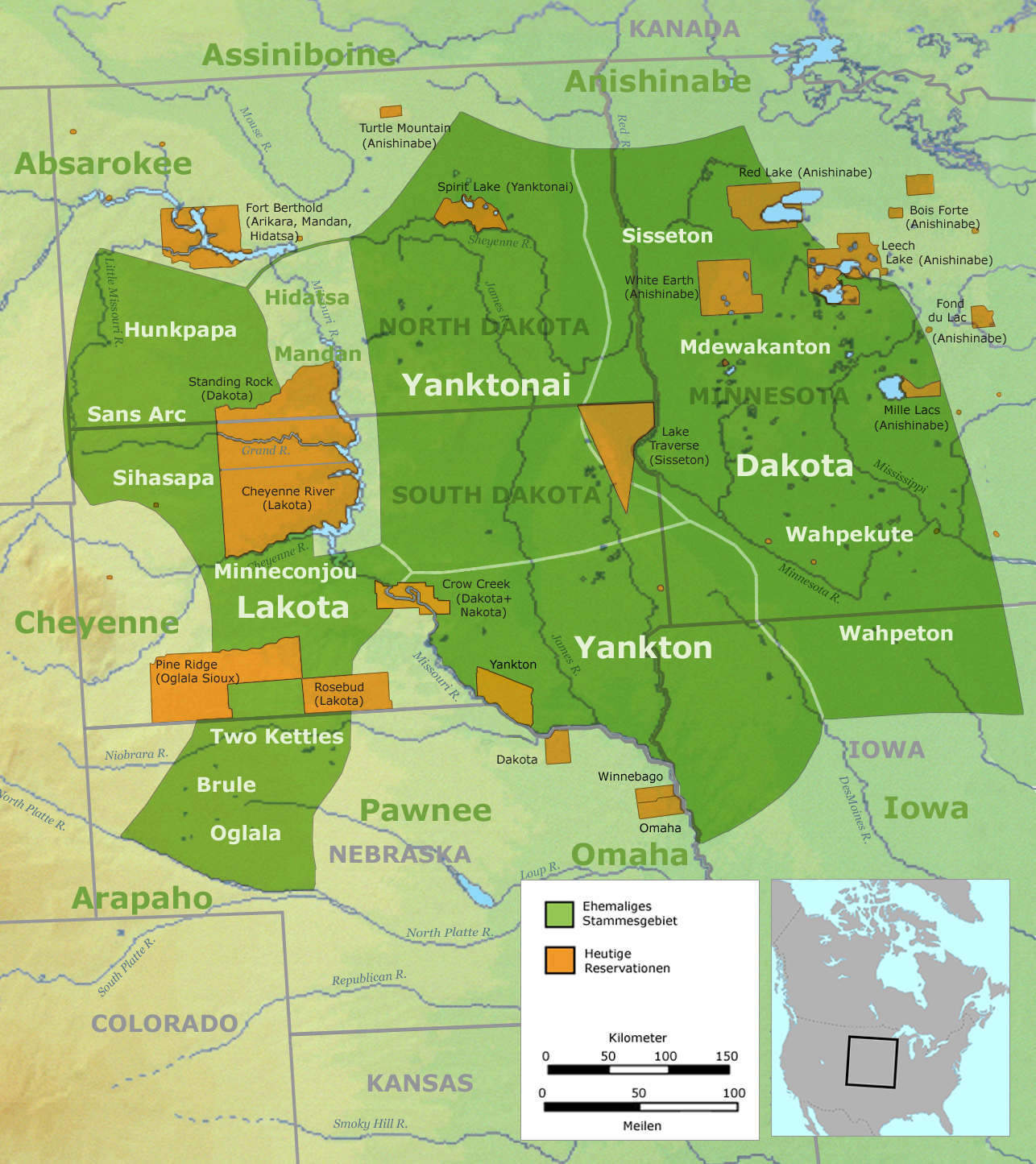
Territori original dels grups Sioux (en verd): els lakota (inclosos els sans arc o itazipco), els nakota (yanktonai i yankton) i Dakota, així com el territori de les reserves (taronja)

Mdewakantonwan (habitualment pronunciat Bdewákhathuŋwaŋ, també M'DAY-wah-kahn-tahn) és una de les sub-tribus dels isanti (santee) dakota (sioux). La seva llar històrica era el llac Mille Lacs al centre de Minnesota, que en dakota és anomenat Mde wakan (llac místic/espiritual). Junt amb els wahpekute (waȟpékhute - “que disparen entre els arbres”), formen l'anomenat Consell Alt dels dakota o santee sioux (isáŋyáthi - “fabricants de ganivets”).

## Història
Els seus avantpassats de parla sioux havien emigrat a la part superior del Mig Oest de la zona de Carolina del Sud en l'actual Estats Units; els colons van anomenar el riu Santee en l'actual Carolina del Sud per ells. Durant anys que migren a través de l'actual Ohio i Wisconsin. Enfront de la competència dels anishinaabemowin i altres tribus ameríndies orientals els santee es va traslladar més a l'oest a l'actual Minnesota actual.
Originalment el terme santee s'aplicava només als mdewakanton i més tard als estretament relacionats i aliats wahpekute. Com es tractava d'un grup nòmada no va ser identificat pels sufixos thuŋwaŋ - “assentadors,” o towan - “vila”. Aviat els colons europeus van aplicar el nom a totes les tribus Dakota de l'Est.
En la tardor de 1837 els mdewakantonwan negociaren un contracte lucratiu tractat amb el govern dels Estats Units en virtut de la "deportació índia", pel qual els van pagar gairebé un milió de dòlars per a la resta de les seves terres a l'oest de Wisconsin. A causa que els Mdewakantonwan anteriorment havia abandonat les terres a causa de la intrusió dels chippewa i per diverses raons ecològiques, i vivien efectivament a Minnesota, van guanyar pel pagament de terres que ja no ocupaven.
Set tribus Sioux formaren una aliança que fou anomenada Oceti Sakowin o Očhéthi Šakówiŋ (“el consell dels set focs”), que consistia en les quatre tribus dakota oriental, dues tribus dakota occidental (en el passat anomenats erròniament com a nakota), així com el grup més gran, els Lakota (sovint anomenats teton, derivat de Thítȟuŋwaŋ - “habitants de les planures”). Fins a la Guerra Dakota de 1862 a Minnesota, els Mdewakanton es considera tradicionalment la principal tribu del Očhéthi Šakówiŋ. Com a conseqüència de la seva derrota a mans dels Estats Units i les fortes pèrdues en guerrers en 1862, van perdre la seva posició de lideratge dins dels focs del consell davant els més nombrosos i poderosos lakota.

## Tribus dels Estats Units amb descendents Mdewakanton
El mdewakantonwan ja no són una sola tribu unificada. Els seus descendents asseguren els seus components mdewakanton sobreviure dins les seves respectives comunitats. Als Estats Units els mdewakanton sobreviuen amb altres bandes dakota yankton-yanktonai reconegudes a nivell federal com a pobles sioux:

### Dakota del Sud
- Tribu sioux Crow Creek a la reserva índia de Crow Creek (mdewakanton, yankton, alguns lower yanktonai o hunkpatina)
- Tribu Flandreau Santee Sioux a la reserva índia de Flandreau (mdewakanton, wahpekute, wahpeton)

### Minnesota
- Comunitat Upper Sioux - Pejuhutazizi Oyate a la reserva índia Upper Sioux  (Pezihutazizi en dakota) (sisseton, wahpeton, mdewakanton)
- Comunitat índia Lower Sioux a la reserva índia Lower Sioux (reserva tribal Mdewankanton) (mdewakanton, wahpekute)
- Comunitat sioux Shakopee Mdewakanton a la reserva índia Shakopee-Mdewakanton (mdewakanton, wahpekute)
- Comunitat índia Prairie Island (Tinta Winta en Dakota) (mdewakanton, wahpekute)
- Comunitat Mendota Mdewakanton Dakota (únicament Mdewakanton, no reconeguda federalment, ha demanat el reconeixement federal)

Alguns Mdewakanton a Minnesota viuen entre els anishinaabemowin a la reserva índia de Mille Lacs com banda Mille Lacs de Dakota Mdewakanton, formant una de les bandes històriques que foren amalgamades per esdevenir la banda Mille Lacs d'Ojibwe.

### Nebraska
- Nació Santee Sioux (o Tribu Santee Sioux de Nebraska) a la reserva índia de Santee Sioux (mdewakanton, wahpekute)

## Primeres Nacions amb descendents Mdewakanton
En Canada, els Mdewakanton viuen amb altres membres d'altres bandes dakota i yanktonai com a pobles dakota:

### Manitoba
- Primera Nació Sioux Valley a la reserva Sioux Valley Dakota Nation i a la reserva Fishing Station 62A (Sisseton, Wahpeton, alguns Mdewakanton i Wahpekute)
- Primera Nació Birdtail Sioux a la reserva Birdtail Creek 57, reserva Birdtail Hay Lands 57A, i a la reserva Fishing Station 62A (Mdewakanton, Wahpekute i alguns Yanktonai)

Alguns podrien viure en la Primeres Nacions White Bear, formada amb la majoria de membres cree de les planes, Western Saulteaux i Assiniboines.

## Tribus històriques dels Mdewakanton
- Kiyuska ("violadors de costum," "trenquen normes")[6]
- Kaposia o Kapozha kodozapuwa
- Pinisha
- Reyata otonw
- Matantonwan
- Kheyataotonwe
- Taoapa
- Wakpaatonwedan 
  - Oyateshicha
  - Titonwan o Tintaotonwe
- Ohanhanska
  - Tacanhpisapa
  - Anoginajin
- Khemnichan
- Magayuteshni
- Mahpiyamaza
- Mahpiyawichasta
- Khemnichan